# 부풀리기

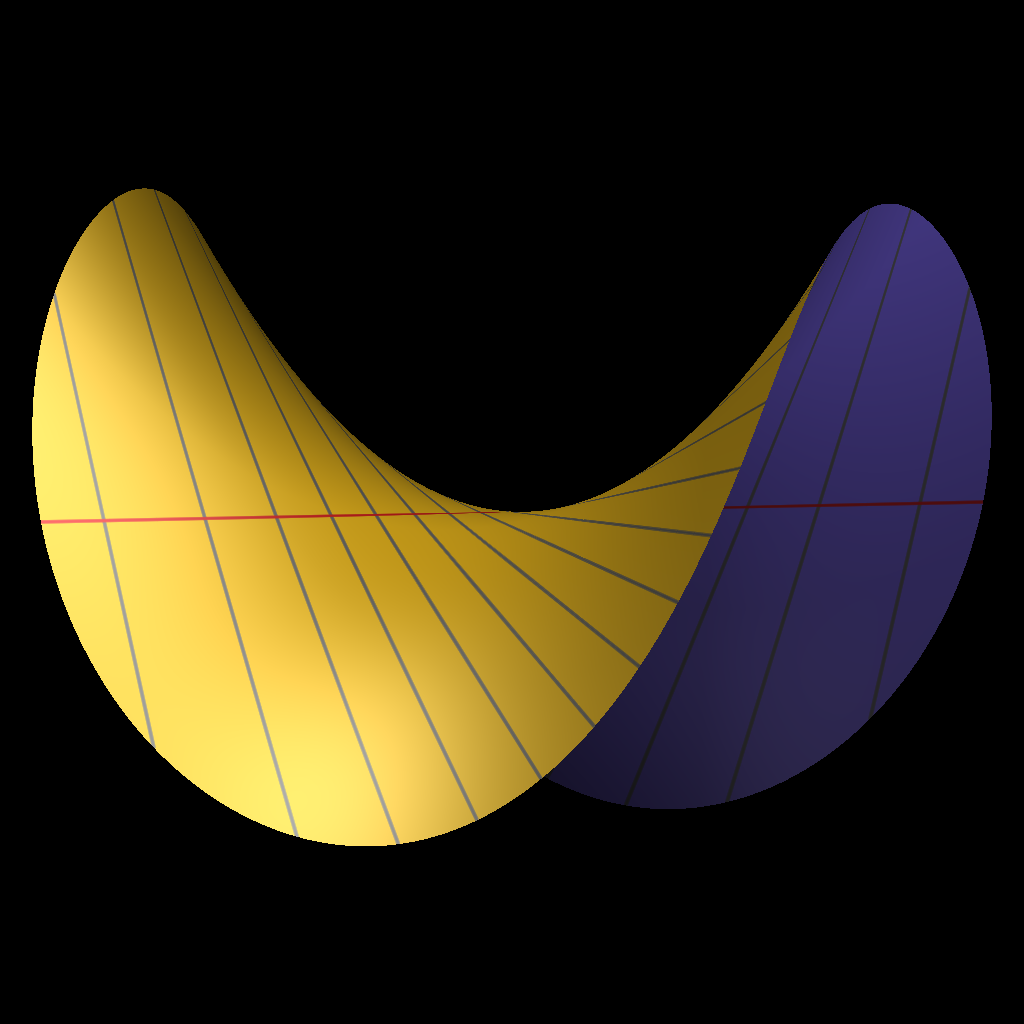
아핀 평면의 원점의 부풀리기. 회색 직선들은 아핀 평면의 원점을 지나는 직선들이며, 붉은 직선은 부풀리기로 추가된 예외적 곡선이다.

대수기하학에서 부풀리기(blowup)는 대수다양체나 스킴의 특이점을 해소하기 위하여 특이점을 특이점에 대한 사영 접평면으로 대체하는 과정이다.

## 정의

### 추상적 정의
스킴 {\displaystyle X} 위의 준연접 아이디얼 층 {\displaystyle {\mathcal {I}}}가 있다고 하자. 그렇다면, {\displaystyle X}의 {\displaystyle {\mathcal {I}}}에서의 부풀리기는 다음과 같은 데이터로 구성된다.
- 스킴 {\displaystyle \operatorname {Bl} _{\mathcal {I}}X}
- 스킴 사상 {\displaystyle \pi \colon \operatorname {Bl} _{\mathcal {I}}X\to X}. 또한, {\displaystyle \pi ^{-1}{\mathcal {I}}}는 {\displaystyle \operatorname {Bl} _{\mathcal {I}}X} 위의 가역층이다. 이에 대응되는 유효 카르티에 인자를 {\displaystyle \operatorname {Bl} _{\mathcal {I}}X}의 예외 인자(例外因子, 영어: exceptional divisor)라고 한다. 만약 이 카르티에 인자가 베유 인자일 경우, 이는 {\displaystyle \operatorname {Bl} _{\mathcal {I}}X}의 특별한 부분 스킴으로 간주할 수 있다.

이는 다음 보편 성질을 만족시켜야 한다.
- 임의의 스킴 {\displaystyle Y} 및 스킴 사상 {\displaystyle \varpi \colon Y\to X}에 대하여, 만약 {\displaystyle \varpi ^{-1}{\mathcal {I}}}가 {\displaystyle Y} 위의 가역층이라면, {\displaystyle \varpi =\pi \circ f}가 되는 스킴 사상 {\displaystyle f\colon Y\to \operatorname {Bl} _{\mathcal {I}}X}가 유일하게 존재한다.

이는 보편 성질에 의하여 정의되므로, 부풀리기는 만약 존재한다면 (유일한 동형 사상 아래) 유일하다.

### 구체적 정의
스킴 {\displaystyle X} 위의 준연접 아이디얼 층 {\displaystyle {\mathcal {I}}}가 있다고 하자. 그렇다면, {\displaystyle X} 위의 가환 등급환의 층
{\displaystyle \bigoplus _{n=0}^{\infty }{\mathcal {I}}^{n}={\mathcal {O}}_{X}\oplus {\mathcal {I}}\oplus {\mathcal {I}}^{2}\oplus \dotsb }
을 정의할 수 있다.
이 경우, 이에 대한 상대 사영 스펙트럼(영어: relative Proj construction)을 취할 수 있다.
{\displaystyle \operatorname {Bl} _{\mathcal {I}}X=\operatorname {\underline {Proj}} \bigoplus _{n=0}^{\infty }{\mathcal {I}}^{n}}
이는 정의에 따라 표준적인 스킴 사상
{\displaystyle \pi _{X}\colon \operatorname {Bl} _{\mathcal {I}}X\to X}
을 갖는다. 이를 {\displaystyle X}의 {\displaystyle {\mathcal {I}}}에서의 부풀리기라고 한다. 이 구성이 추상적 정의의 보편 성질을 충족시킴을 보일 수 있다.
이 스킴 사상은 {\displaystyle X\setminus \operatorname {supp} {\mathcal {I}}}에서 동형 사상이다. 이 경우 아이디얼 층
{\displaystyle \bigoplus _{n=1}^{\infty }{\mathcal {I}}^{n}}
으로 정의되는 카르티에 인자를 예외 인자라고 한다.

## 성질
{\displaystyle X}가 국소 뇌터 스킴이며, {\displaystyle Y\hookrightarrow X}와 {\displaystyle Z\hookrightarrow X}가 닫힌 몰입이라고 하자. (즉, 이들은 준연접 아이디얼 층으로 정의된다.) 그렇다면, 부풀리기
{\displaystyle \pi _{X}\colon \operatorname {Bl} _{Z}X\to X}
를 정의할 수 있다. 이 경우, {\displaystyle Y}의 부풀리기는 다음과 같다.
{\displaystyle \operatorname {Bl} _{Y\cap Z}X=\operatorname {cl} _{\operatorname {Bl} _{Z}X}(\pi ^{-1}(Y\setminus Z))}

## 예
{\displaystyle \mathbb {A} _{K}^{n}}이 체 {\displaystyle K}에 대한 {\displaystyle n}차원 아핀 공간이라고 하고, {\displaystyle \mathbb {P} ^{n-1}}이 같은 체에 대한 {\displaystyle n-1}차원 사영 공간이라고 하자. {\displaystyle \mathbb {A} ^{n}}의 좌표를 {\displaystyle x_{1},\dots ,x_{n}}이라고 하고, {\displaystyle \mathbb {P} ^{n-1}}의 동차좌표를 {\displaystyle y_{1},\dots ,y_{n}}이라고 하자.
원점 {\displaystyle 0\in \mathbb {A} _{K}^{n}}에 대한 부풀리기 {\displaystyle \operatorname {Bl} _{0}\mathbb {A} _{K}^{n}\subseteq \mathbb {A} _{K}^{n}\times \mathbb {P} _{K}^{n-1}}는 다음과 같은 아이디얼로 정의되는 부분 대수다양체이다. 이는 준사영 대수다양체 {\displaystyle \mathbb {A} _{K}^{n}\times \mathbb {P} _{K}^{n-1}\subsetneq \mathbb {P} _{K}^{2n-1}}의 닫힌 부분 대수다양체이므로, {\displaystyle K}에 대한 준사영 대수다양체이다.
{\displaystyle \operatorname {Bl} _{0}\mathbb {A} ^{n}=\{(x_{1},\dots ,x_{n},y_{1},\dots ,y_{n})|x_{i}y_{j}=x_{j}y_{i}\forall i,j=1,\dots ,n\}}.
물론 다음과 같은 자연스러운 사영 사상이 존재한다.
{\displaystyle \pi \colon \operatorname {Bl} _{0}\mathbb {A} ^{n}\to \mathbb {A} ^{n}}
{\displaystyle (x_{1},\dots ,x_{n},y_{1},\dots ,y_{n})\mapsto (x_{1},\dots ,x_{n})}.
이 사상은 체가 복소수일 경우 정칙사상(regular map)이다.
이 사상의 올은 다음 두 가지 경우가 있다.
- 원점이 아닌 점 위의 올: 이 경우 올의 유일한 점은 {\displaystyle [y_{1}:\dotsb :y_{n}]=[x_{1}:\dotsb :x_{n}]}이다. 즉, 올은 한원소 공간이다.

- 원점 위의 올: 이 경우 올은 (자명하게) {\displaystyle \{0\}\times \mathbb {P} _{K}^{n-1}}이다.

이 사상은 쌍유리 사상이며, 구체적으로 원점을 제외하면 대수다양체의 동형 사상이다. {\displaystyle 0\in \mathbb {A} ^{n}}에서는 {\displaystyle E=\pi ^{-1}(0)\cong \mathbb {P} ^{n-1}}이다. 즉, {\displaystyle \operatorname {Bl} _{0}\mathbb {A} ^{n}}은 {\displaystyle \mathbb {A} ^{n}}에서 원점만을 사영 공간 {\displaystyle \mathbb {P} ^{n-1}}로 대체하여 얻는 공간이며, 예외 인자는 이 사영 공간이다.
마찬가지로, 아핀 공간 속의 임의의 아핀 대수다양체 역시 위와 같이 부풀려질 수 있다. 구체적으로, 아핀 공간 속의 부분 대수다양체 {\displaystyle V\subseteq \mathbb {A} ^{n}}의 원점에서의 부풀리기는 사영 사상
{\displaystyle \pi \colon \operatorname {Bl} _{0}\mathbb {A} ^{n}\to \mathbb {A} ^{n}}
아래, 부풀리기를 한 점을 제외한 나머지의 원상 {\displaystyle \pi ^{-1}(V\setminus \{0\})}의 자리스키 폐포이다.

### 아핀 스킴의 부풀리기
아핀 스킴 {\displaystyle \operatorname {Spec} R}을 생각하자. 이 경우, 그 위의 준연접 아이디얼 층은 아이디얼
{\displaystyle {\mathfrak {i}}\subseteq R}
이다. 이 경우, 상대 사영 스펙트럼은 다음과 같은 가환 등급환의 사영 스펙트럼이다.
{\displaystyle B=\bigoplus _{n=0}^{\infty }{\mathfrak {i}}^{n}=R\oplus {\mathfrak {i}}\oplus {\mathfrak {i}}^{2}\oplus \dotsb =R[t{\mathfrak {i}}]\subseteq R[t]\qquad (\deg t=1)}
만약 {\displaystyle \operatorname {Spec} R}가 추가로 뇌터 스킴이라면, 그 위의 연접 아이디얼 층은 유한 생성 아이디얼
{\displaystyle {\mathfrak {i}}=(r_{1},\dotsc ,r_{n})\subseteq R}
이며, 이 경우 부풀리기를 정의하는 가환 등급환은 다음과 같다.
{\displaystyle B=R[r_{1}t,r_{2}t,\dotsc ,r_{n}t]\subseteq R[t]\qquad (\deg t=1)}
특히, 만약 {\displaystyle {\mathfrak {i}}=0}(영 아이디얼)인 경우, {\displaystyle B=R}이다. 반대로, {\displaystyle {\mathfrak {i}}=(1)=R}인 경우, {\displaystyle B=R[t]}이다.

### 자명한 경우
스킴 {\displaystyle X}를 공집합에서 부풀린다면, 이는 {\displaystyle X}와 같다. 이에 대응하는 준연접 아이디얼 층은 {\displaystyle {\mathcal {O}}_{X}}이다. 구체적으로
{\displaystyle \operatorname {\underline {Proj}} _{X}{\mathcal {O}}_{X}[t]=\mathbb {P} _{X}({\mathcal {O}}_{X})=X}
이다. 보다 일반적으로, 스킴을 ({\displaystyle {\mathcal {O}}_{X}} 등의) 가역층에서 부풀린다면, 원래 스킴을 얻는다. 이 사실은 부풀리기의 보편 성질에 의하여 자동적으로 성립한다.
스킴 {\displaystyle X}를 {\displaystyle X} 전체에서 부풀린다면, 이는 공집합이다. 이에 대응하는 준연접 아이디얼 층은 0이다. 구체적으로
{\displaystyle \operatorname {\underline {Proj}} _{X}({\mathcal {O}}_{X}\oplus 0\oplus 0\oplus \dotsb )=\operatorname {\underline {Proj}} _{X}{\mathcal {O}}_{X}=\mathbb {P} _{X}(0)=\varnothing }
이다.

## 역사
부풀리기는 대수다양체의 내재적인 변환이다. 역사적으로 이 구성은 ‘모노이드 변환’(영어: monoidal transformation) 또는 ‘시그마 과정’(영어: σ-process) 따위로 불렸으며, 외재적으로 (즉, 사영 공간 속으로의 구체적 매장을 통하여) 정의되었지만, 사실 이 구성은 대수다양체의 사영 공간이나 아핀 공간으로의 매장에 의존하지 않는다.
부풀리기에 대하여 헤르비히 하우저(독일어: Herwig Hauser)는 다음과 같이 적었다.
| “ | “그 당시 수학자들은 특이점의 해소를 위하여 부풀리기 따위의 서투른 방법을 사용하였다.”라고 21세기 후반의 한 수학자 J.H.Φ. 라이히트는 언젠가 적을 수 있을지 모른다. 그러나 우리 시대에는 여전히 해소를 위하여 주로 부풀리기를 사용한다. “At that time, blowups were the poor man’s tool to resolve singularities.” This phrase of the late 21st century mathematician J.H.Φ. Leicht could become correct. In our days, however, blowups are still the main device for resolution purposes. | ” |
|   | — |   |